# Liste der Nummer-eins-Hits in Dänemark (2020)
Dies ist eine Liste der Nummer-eins-Hits in Dänemark (inklusive Grönland und Färöer) im Jahr 2020. Sie basiert auf den offiziellen Album Top-40 und Track Top-40, die im Auftrag von IFPI Dänemark erstellt werden.

## Singles
| ← 2019 ← | Liste der Nummer-eins-Hits in Dänemark | Liste der Nummer-eins-Hits in Dänemark                                             | Liste der Nummer-eins-Hits in Dänemark | 2021 →                    |
| \| Zeitraum \| Wo. ges. \| Interpret \| Titel Autor(en) \| Zusätzliche Informationen \| \| (Zeitraum, Wochen auf Platz eins, Interpret, Titel, Autor[en], zusätzliche Informationen) \| \| \| \| \| \| ----------------------------------------------------------------------------------------- \| -------- \| ---------------------------------------------------------------------------------- \| ----------------------------------------------------------------------------------------------------------------------------------------------- \| ------------------------- \| \| 52. Woche 2019 – 3. Woche 2020 4 Wochen \| 4 \| Lolo feat. Branco & Larry 44 \| PUB G \| – \| \| 4.–5. Woche 2 Wochen (insgesamt 8) \| 8 \| The Weeknd \| Blinding Lights Abel Tesfaye, Ahmad Balshe, Jason Quenneville, Max Martin, Oscar Holter \| – \| \| 6.–9. Woche 4 Wochen \| 4 \| Branco & Gilli \| La danza Jørn Pedersen, Rasmus Kærså, Jacob Andersen, Nicki Pooyandeh, Benjamin Cimatu, Kian Rosenberg Larsen \| – \| \| 10.–14. Woche 5 Wochen (insgesamt 8) \| 8 \| The Weeknd \| Blinding Lights Abel Tesfaye, Ahmad Balshe, Jason Quenneville, Max Martin, Oscar Holter \| – \| \| 15. Woche 1 Woche \| 1 \| Drake \| Toosie Slide Aubrey Graham, Ozan Yildirim \| – \| \| 16. Woche 1 Woche (insgesamt 8) \| 8 \| The Weeknd \| Blinding Lights Abel Tesfaye, Ahmad Balshe, Jason Quenneville, Max Martin, Oscar Holter \| – \| \| 17. Woche 1 Woche \| 1 \| TopGunn & Branco \| Sport Musik: Oliver Gammelgaard Nielsen, Rob Smyles, Nicki Pooyandeh, Kristian Malthe Jensen; Text: Benjamin Cimatu, Oliver Gammelgaard Nielsen \| – \| \| 18.–19. Woche 2 Wochen \| 2 \| P3 feat. Tessa, Lukas Graham, Mads Langer, Jada, Benjamin Hav, Clara & Don Stefano \| Tættere end vi tror Tessa, Lukas Graham, Mads Langer, Jada, Benjamin Hav, Clara, Don Stefano \| – \| \| 20. Woche 1 Woche \| 1 \| Lolo feat. Gilli \| Kiki Andreas Keilgaard, Kian Rosenberg Larsson, Lolo \| – \| \| 21.–23. Woche 3 Wochen \| 3 \| DaBaby feat. Roddy Ricch \| Rockstar Jonathan Kirk, Rodrick Moore Jr., Ross Portaro IV \| – \| \| 24.–25. Woche 2 Wochen \| 2 \| Gilli \| L.U.V Engelina Andrina, Kian Rosenberg Larsson, Nicki Pooyandeh \| – \| \| 26. Woche 1 Woche \| 1 \| Gilli \| Snik snak Kian Rosenberg Larsson, Nicki Pooyandeh \| – \| \| 27.–30. Woche 4 Wochen \| 4 \| Icekiid \| ErruDumEllaHvad Jermyn Creppy, Asmus Harm, Emil Harm \| – \| \| 31. Woche 1 Woche \| 1 \| KESI feat. Hans Philip \| Blå Himmel Hans Philip, Henrik Bryld Wolsing, Oliver Kesi Chambuso \| – \| \| 32.–35. Woche 4 Wochen (insgesamt 5) \| 5 \| Lord Siva \| Solhverv Brian Sivabalan, Søren Schou, Chang Il Kim, Christian Kroman Andersen, Peter Andreas Lützen \| – \| \| 36.–41. Woche 6 Wochen (insgesamt 8) \| 8 \| 24kGoldn feat. Iann Dior \| Mood Golden Von Jones, Michael Olmo, Keegan Bach, Omer Fedi, Blake Slatkin \| – \| \| 42.–43. Woche 2 Wochen \| 2 \| Jimilian feat. Fouli \| Dejlig Fouli, Gio, Jimilian \| – \| \| 44. Woche 1 Woche \| 1 \| Branco \| Hundo Branco, Joshua Joseph Kofi Osei Duncan, Tobias Aldin Jensen \| – \| \| 45.–46. Woche 2 Wochen (insgesamt 8) \| 8 \| 24kGoldn feat. Iann Dior \| Mood Golden Von Jones, Michael Olmo, Keegan Bach, Omer Fedi, Blake Slatkin \| – \| \| 47. Woche 1 Woche \| 1 \| Shawn Mendes & Justin Bieber \| Monster Shawn Mendes, Justin Bieber, Ashton Simmonds, Adam King Feeney, Mustafa Ahmed \| – \| \| 48.–51. Woche 4 Wochen (insgesamt 17) \| 17 \| Wham! \| Last Christmas George Michael \| – \| \| 52. Woche 1 Woche (insgesamt 5) \| 5 \| Lord Siva \| Solhverv Brian Sivabalan, Søren Schou, Chang Il Kim, Christian Kroman Andersen, Peter Andreas Lützen \| – \| |                                        |                                                                                    | |                           |
| ← 2019 |                                        |                                                                                    | | → 2021 →                  |
| Zeitraum | Wo. ges.                               | Interpret                                                                          | Titel Autor(en) | Zusätzliche Informationen |
| (Zeitraum, Wochen auf Platz eins, Interpret, Titel, Autor[en], zusätzliche Informationen) |                                        |                                                                                    | |                           |
| 52. Woche 2019 – 3. Woche 2020 4 Wochen | 4                                      | Lolo feat. Branco & Larry 44                                                       | PUB G | –                         |
| 4.–5. Woche 2 Wochen (insgesamt 8) | 8                                      | The Weeknd                                                                         | Blinding Lights Abel Tesfaye, Ahmad Balshe, Jason Quenneville, Max Martin, Oscar Holter                                                         | –                         |
| 6.–9. Woche 4 Wochen | 4                                      | Branco & Gilli                                                                     | La danza Jørn Pedersen, Rasmus Kærså, Jacob Andersen, Nicki Pooyandeh, Benjamin Cimatu, Kian Rosenberg Larsen                                   | –                         |
| 10.–14. Woche 5 Wochen (insgesamt 8) | 8                                      | The Weeknd                                                                         | Blinding Lights Abel Tesfaye, Ahmad Balshe, Jason Quenneville, Max Martin, Oscar Holter                                                         | –                         |
| 15. Woche 1 Woche | 1                                      | Drake                                                                              | Toosie Slide Aubrey Graham, Ozan Yildirim | –                         |
| 16. Woche 1 Woche (insgesamt 8) | 8                                      | The Weeknd                                                                         | Blinding Lights Abel Tesfaye, Ahmad Balshe, Jason Quenneville, Max Martin, Oscar Holter                                                         | –                         |
| 17. Woche 1 Woche | 1                                      | TopGunn & Branco                                                                   | Sport Musik: Oliver Gammelgaard Nielsen, Rob Smyles, Nicki Pooyandeh, Kristian Malthe Jensen; Text: Benjamin Cimatu, Oliver Gammelgaard Nielsen | –                         |
| 18.–19. Woche 2 Wochen | 2                                      | P3 feat. Tessa, Lukas Graham, Mads Langer, Jada, Benjamin Hav, Clara & Don Stefano | Tættere end vi tror Tessa, Lukas Graham, Mads Langer, Jada, Benjamin Hav, Clara, Don Stefano                                                    | –                         |
| 20. Woche 1 Woche | 1                                      | Lolo feat. Gilli                                                                   | Kiki Andreas Keilgaard, Kian Rosenberg Larsson, Lolo                                                                                            | –                         |
| 21.–23. Woche 3 Wochen | 3                                      | DaBaby feat. Roddy Ricch                                                           | Rockstar Jonathan Kirk, Rodrick Moore Jr., Ross Portaro IV                                                                                      | –                         |
| 24.–25. Woche 2 Wochen | 2                                      | Gilli                                                                              | L.U.V Engelina Andrina, Kian Rosenberg Larsson, Nicki Pooyandeh                                                                                 | –                         |
| 26. Woche 1 Woche | 1                                      | Gilli                                                                              | Snik snak Kian Rosenberg Larsson, Nicki Pooyandeh                                                                                               | –                         |
| 27.–30. Woche 4 Wochen | 4                                      | Icekiid                                                                            | ErruDumEllaHvad Jermyn Creppy, Asmus Harm, Emil Harm                                                                                            | –                         |
| 31. Woche 1 Woche | 1                                      | KESI feat. Hans Philip                                                             | Blå Himmel Hans Philip, Henrik Bryld Wolsing, Oliver Kesi Chambuso                                                                              | –                         |
| 32.–35. Woche 4 Wochen (insgesamt 5) | 5                                      | Lord Siva                                                                          | Solhverv Brian Sivabalan, Søren Schou, Chang Il Kim, Christian Kroman Andersen, Peter Andreas Lützen                                            | –                         |
| 36.–41. Woche 6 Wochen (insgesamt 8) | 8                                      | 24kGoldn feat. Iann Dior                                                           | Mood Golden Von Jones, Michael Olmo, Keegan Bach, Omer Fedi, Blake Slatkin                                                                      | –                         |
| 42.–43. Woche 2 Wochen | 2                                      | Jimilian feat. Fouli                                                               | Dejlig Fouli, Gio, Jimilian | –                         |
| 44. Woche 1 Woche | 1                                      | Branco                                                                             | Hundo Branco, Joshua Joseph Kofi Osei Duncan, Tobias Aldin Jensen                                                                               | –                         |
| 45.–46. Woche 2 Wochen (insgesamt 8) | 8                                      | 24kGoldn feat. Iann Dior                                                           | Mood Golden Von Jones, Michael Olmo, Keegan Bach, Omer Fedi, Blake Slatkin                                                                      | –                         |
| 47. Woche 1 Woche | 1                                      | Shawn Mendes & Justin Bieber                                                       | Monster Shawn Mendes, Justin Bieber, Ashton Simmonds, Adam King Feeney, Mustafa Ahmed                                                           | –                         |
| 48.–51. Woche 4 Wochen (insgesamt 17) | 17                                     | Wham!                                                                              | Last Christmas George Michael | –                         |
| 52. Woche 1 Woche (insgesamt 5) | 5                                      | Lord Siva                                                                          | Solhverv Brian Sivabalan, Søren Schou, Chang Il Kim, Christian Kroman Andersen, Peter Andreas Lützen                                            | –                         |

## Alben
| ← 2019 ← | Liste der Nummer-eins-Hits in Dänemark | Liste der Nummer-eins-Hits in Dänemark | Liste der Nummer-eins-Hits in Dänemark | 2021 →                    |
| \| Zeitraum \| Wo. ges. \| Interpret \| Titel \| Zusätzliche Informationen \| \| (Zeitraum, Wochen auf Platz eins, Interpret, Titel, zusätzliche Informationen) \| \| \| \| \| \| ------------------------------------------------------------------------------ \| -------- \| ----------------- \| ------------------------------------- \| ------------------------- \| \| 1.–2. Woche 2 Wochen \| 2 \| Benny Jamz \| 1010 \| – \| \| 3.–4. Woche 2 Wochen \| 2 \| Eminem \| Music to Be Murdered By \| – \| \| 5.–6. Woche 2 Wochen (insgesamt 6) \| 6 \| Branco & Gilli \| Euro Connection \| – \| \| 7. Woche 1 Woche \| 1 \| Suspekt \| Sindssyge ting \| – \| \| 8.–11. Woche 4 Wochen (insgesamt 6) \| 6 \| Branco & Gilli \| Euro Connection \| – \| \| 12.–16. Woche 5 Wochen (insgesamt 8) \| 8 \| The Weeknd \| After Hours \| – \| \| 17.–19. Woche 3 Wochen \| 3 \| TopGunn \| Sas \| – \| \| 20.–23. Woche 4 Wochen \| 4 \| Citybois \| Bois Forever \| – \| \| 24.–26. Woche 3 Wochen (insgesamt 8) \| 8 \| The Weeknd \| After Hours \| – \| \| 27. Woche 1 Woche (insgesamt 9) \| 9 \| Pop Smoke \| Shoot for the Stars, Aim for the Moon \| – \| \| 28. Woche 1 Woche \| 1 \| Juice Wrld \| Legends Never Die \| – \| \| 29. Woche 1 Woche (insgesamt 9) \| 9 \| Pop Smoke \| Shoot for the Stars, Aim for the Moon \| – \| \| 30. Woche 1 Woche \| 1 \| Taylor Swift \| Folklore \| – \| \| 31.–35. Woche 5 Wochen \| 5 \| KESI \| BO4L \| – \| \| 36.–37. Woche 2 Wochen (insgesamt 9) \| 9 \| Pop Smoke \| Shoot for the Stars, Aim for the Moon \| – \| \| 38. Woche 1 Woche \| 1 \| Ude Af Kontrol \| Uforglemmelig Anderledes Kunst \| – \| \| 39.–40. Woche 2 Wochen (insgesamt 9) \| 9 \| Pop Smoke \| Shoot for the Stars, Aim for the Moon \| – \| \| 41. Woche 1 Woche \| 1 \| Michael Falch \| Forår I Brystet \| – \| \| 42. Woche 1 Woche (insgesamt 9) \| 9 \| Pop Smoke \| Shoot for the Stars, Aim for the Moon \| – \| \| 43. Woche 1 Woche \| 1 \| Bruce Springsteen \| Letter to You \| – \| \| 44. Woche 1 Woche (insgesamt 9) \| 9 \| Pop Smoke \| Shoot for the Stars, Aim for the Moon \| – \| \| 45. Woche 1 Woche \| 1 \| Folkeklubben \| Børn af den tabte tid \| – \| \| 46. Woche 1 Woche \| 1 \| Stepz \| Stepzologi II \| – \| \| 47. Woche 1 Woche \| 1 \| BTS \| Be \| – \| \| 48.–52. Woche 5 Wochen (insgesamt 23) \| 23 \| Michael Bublé \| Christmas \| – \| |                                        |                                        |                                        |                           |
| ← 2019 |                                        |                                        |                                        | → 2021 →                  |
| Zeitraum | Wo. ges.                               | Interpret                              | Titel                                  | Zusätzliche Informationen |
| (Zeitraum, Wochen auf Platz eins, Interpret, Titel, zusätzliche Informationen) |                                        |                                        |                                        |                           |
| 1.–2. Woche 2 Wochen | 2                                      | Benny Jamz                             | 1010                                   | –                         |
| 3.–4. Woche 2 Wochen | 2                                      | Eminem                                 | Music to Be Murdered By                | –                         |
| 5.–6. Woche 2 Wochen (insgesamt 6) | 6                                      | Branco & Gilli                         | Euro Connection                        | –                         |
| 7. Woche 1 Woche | 1                                      | Suspekt                                | Sindssyge ting                         | –                         |
| 8.–11. Woche 4 Wochen (insgesamt 6) | 6                                      | Branco & Gilli                         | Euro Connection                        | –                         |
| 12.–16. Woche 5 Wochen (insgesamt 8) | 8                                      | The Weeknd                             | After Hours                            | –                         |
| 17.–19. Woche 3 Wochen | 3                                      | TopGunn                                | Sas                                    | –                         |
| 20.–23. Woche 4 Wochen | 4                                      | Citybois                               | Bois Forever                           | –                         |
| 24.–26. Woche 3 Wochen (insgesamt 8) | 8                                      | The Weeknd                             | After Hours                            | –                         |
| 27. Woche 1 Woche (insgesamt 9) | 9                                      | Pop Smoke                              | Shoot for the Stars, Aim for the Moon  | –                         |
| 28. Woche 1 Woche | 1                                      | Juice Wrld                             | Legends Never Die                      | –                         |
| 29. Woche 1 Woche (insgesamt 9) | 9                                      | Pop Smoke                              | Shoot for the Stars, Aim for the Moon  | –                         |
| 30. Woche 1 Woche | 1                                      | Taylor Swift                           | Folklore                               | –                         |
| 31.–35. Woche 5 Wochen | 5                                      | KESI                                   | BO4L                                   | –                         |
| 36.–37. Woche 2 Wochen (insgesamt 9) | 9                                      | Pop Smoke                              | Shoot for the Stars, Aim for the Moon  | –                         |
| 38. Woche 1 Woche | 1                                      | Ude Af Kontrol                         | Uforglemmelig Anderledes Kunst         | –                         |
| 39.–40. Woche 2 Wochen (insgesamt 9) | 9                                      | Pop Smoke                              | Shoot for the Stars, Aim for the Moon  | –                         |
| 41. Woche 1 Woche | 1                                      | Michael Falch                          | Forår I Brystet                        | –                         |
| 42. Woche 1 Woche (insgesamt 9) | 9                                      | Pop Smoke                              | Shoot for the Stars, Aim for the Moon  | –                         |
| 43. Woche 1 Woche | 1                                      | Bruce Springsteen                      | Letter to You                          | –                         |
| 44. Woche 1 Woche (insgesamt 9) | 9                                      | Pop Smoke                              | Shoot for the Stars, Aim for the Moon  | –                         |
| 45. Woche 1 Woche | 1                                      | Folkeklubben                           | Børn af den tabte tid                  | –                         |
| 46. Woche 1 Woche | 1                                      | Stepz                                  | Stepzologi II                          | –                         |
| 47. Woche 1 Woche | 1                                      | BTS                                    | Be                                     | –                         |
| 48.–52. Woche 5 Wochen (insgesamt 23) | 23                                     | Michael Bublé                          | Christmas                              | –                         |